# Хенри, Дуайт
Дуайт Хенри (англ. Dwight Henry; род. 1962) — американский актёр и предприниматель. Наиболее известен по роли Уинка в фильме «Звери дикого Юга», за которую он получил премию Ассоциации кинокритиков Лос-Анджелеса за лучшую мужскую роль второго плана.

## Биография и карьера
Родился в Нэшвилле. В возрасте двух лет переехал в Новый Орлеан. После окончания школы Хенри работал в ресторанах и пекарнях города. В 1999 году открыл «Пекарню Хенри». В августе 2005 года Хенри собирался открыть вторую пекарню, но не смог из-за урагана Катрина.
Не имея актёрского опыта, Хенри получил роль Уинка, отца Хашпаппи, главной героини фильма «Звери дикого Юга». За свою работу в фильме Хенри был удостоен премии Ассоциации кинокритиков Лос-Анджелеса за лучшую мужскую роль второго плана, а также получил номинации на премию Ассоциации кинокритиков Чикаго в категориях «Наиболее многообещающий актёр» и «Лучший актёр второго плана», номинацию на премию NAACP Image. Критики отметили игру Хенри. Его также называли в числе потенциальных номинантов на премию «Оскар», но Хенри не получил номинации на премию.
Также Хенри появился в фильме «12 лет рабства».

## Фильмография
| Год  |     | Русское название            | Оригинальное название       | Роль                    |
| ---- | --- | --------------------------- | --------------------------- | ----------------------- |
| 2012 | ф   | Звери дикого Юга            | Beasts of the Southern Wild | Винк                    |
| 2013 | ф   | 12 лет рабства              | 12 Years a Slave            | дядя Абрам              |
| 2014 | ф   | Шум и ярость                | The Sound and the Fury      | Роскус                  |
| 2015 | ф   | Морские котики против зомби | Navy Seals vs. Zombies      | Вооруженный гражданский |
| 2015 | кор |                             | Wolf Who Cried Boy          | Кони                    |
| 2016 | ф   | Рождение нации              | The Birth of a Nation       | Айзек Тёрнер            |
| 2018 | ф   | Предупредительный выстрел   | Warning Shot                | Джавари                 |
| 2018 | ф   | Проклятые                   | Boo!                        | Мемфис                  |
| 2019 | ф   |                             | Easy Does It                | Чиф Паркер              |
| 2020 | ф   | Кёртис                      | Curtis                      | Кёртис                  |
| 2022 | ф   | Нежить                      | Undying                     | Доктор По               |